# ジョージタウン (アーカンソー州ホワイト郡)
ジョージタウン（Georgetown）は、アメリカ合衆国アーカンソー州ホワイト郡南東部にある町である。アーカンソー州内で現存する町の中で一番古い。

## 概要
ジョージタウンはアーカンソー州道36号線の東端にある町で、街の西側にはホワイト川が流れており、橋は架っていない。この町に至る道路はこの州道とその南を通る砂利道しか存在せず、行き止まりとなっている。

## 歴史
アーカンソー州で一番最初にヨーロッパ系の定住者が現れたのはホワイト川下流に位置するアーカンソーポストで、1686年にフランス人探検家のアンリ・デ・トンティが建てた交易所だった。1789年に定住者が現れたジョージタウンはその次に古いコミュニティであり、アーカンソー州に現存する町の中では一番古い。
ジョージタウンの最初の定住者は1789年に到着したフランソワ・フランクール(Francis Francure)であり、わな師として生計を立てていたといわれている。ジョージタウンは当初、創設者の苗字からフランクールタウンシップ(Francure Township)、若しくはニグロヒル(Nigro Hill)と呼ばれていた。尚、ニグロヒルの名称の由来についてはホワイト川より黒人(ニグロ)が運ばれてくる場所だったからとも、他所から逃れてきた黒人奴隷達が住んでいたからともいわれておりはっきりしていない。尚、同地がジョージタウンと呼ばれ始めるのは1908年に同州クラレンドン市からやってきたジョージ一家が同地の権利を購入してからである。
1803年、ジョージタウンを含むフランス領ルイジアナ一体は、ルイジアナ買収によってアメリカ合衆国に併合され、新しく整備されたミズーリ準州の一部となった。その後ジョージタウンは1819年にアーカンソー準州が創設されるまでミズーリ準州の一部だった。
1812年の米英戦争の後、アメリカ合衆国政府は退役軍人への報酬として土地を与え、その中にはジョージタウンへ移住してくる者もいた。鉄道が存在していなかった当時の主な交通手段は船であり、ホワイト川のほとりに位置しているジョージタウンは栄えた。
1908年、ミズーリ＆北アーカンソー鉄道(Missouri & North Arkansas Railroad)がジョージタウンまで開通し、同地からミズーリ州ジョプリンまで鉄道で結ばれた。ジョージタウンには駅が開業した。その後鉄道の延伸は続き、最終的にはアーカンソー州東端のヘレナまで開通した。ホワイト川には鉄橋がかけられ、川を船が通るとエンジンで橋を回転させられるようになっていた。当時のジョージタウンには多数の商店があり、ホテル、映画館、教会、医院などもあり人口は少なくとも350人はいたとされている。
1927年のミシシッピ大洪水でアーカンソー州各地で多大な被害が発生した。ジョージタウンも例外ではなく、ホワイト川をかかる鉄道橋に損傷がみられた。橋は修理されたが完全に復元することはないまま使用された。その後1945年にふたたび発生した大洪水でホワイト川周辺は壊滅的な被害を受け、その後ジョージタウンに列車が来ることはなかった。
第二次世界大戦が終結した頃にはコミュニティ内の商店はさびれはじめた。道路の改善とホワイト郡内の最大都市であるサーシーの発展により、人々はサーシーやケンゼットで買い物をするようになっていった。
1952年の竜巻で、町内に15-20件ほどあった２階建ての建物はほぼすべて壊滅した。その際、町内に２つあった教会は両方破壊されたが、のちに両方再建された。
1986年、ジョージタウンのコミュニティは法人化され、それまで非法人地域だったジョージタウンは正式に町になった。
1989年、ジョージタウンは最初に開拓者が定住してから200周年を迎えた。記念式典が行われ、540人ほどが集まった。式典ではフライドキャットフィッシュが振舞われた。式典が終わってからもお祭り騒ぎは続き、人々は翌日も戻ってきたようである。

## ジョージタウン・ワンストップ
ジョージタウンは古くより、ホワイト川が隣を流れているその土地側から食用のナマズ(キャットフィッシュ)やボタンなどに加工するためのムール貝など川魚や貝の採取が盛んであった。
1997年、一人の女性がリトルロックよりジョージタウンに移り住み、ガソリンスタンドを開業した。当初、ガソリンスタンドの店内で昼食としてフライドキャットフィッシュを提供していたのだが、それが人気になりやがて朝食、また夕食も提供するようになっていった。最終的にはガソリンスタンドの設備を撤去し、フライドキャットフィッシュ専門のレストランになった。
ジョージタウン・ワンストップのフライドキャットフィッシュを食べるためだけに訪れる人も多く、メディアなどは州内で最高のフライドキャットフィッシュの店の一つとと評していた。近年、ほどんどのレストランは養殖されたナマズを使っており、ジョージタウン・ワンストップのように天然物のナマズを冷凍せずに使うレストランはまれであった。
2011年、ホワイト川の洪水によって大きな被害が発生。冷蔵庫は流れて行ってしまい、店内は約１ｍほど浸水したまま３週間ほど水が引かなかった。店主の女性は廃業を覚悟していたが、その後町内の住民たちや周辺地域の常連客などの手助けや寄付によりレストランを再開した。
2012年6月、地元の人たちに惜しまれながらジョージタウン・ワンストップは営業を終了した。